# Luís Filipe, Prinț Regal al Portugaliei
Luís Filipe, Prinț Regal al Portugaliei, Regent al Portugaliei  (n. 21 martie 1887, Belém⁠(d), Districtul Lisabona, Portugalia – d. 1 februarie 1908, Lisabona, Portugalia) a fost fiul cel mare al regelui Carlos I al Portugaliei. S-a născut în 1887 în timp ce tatăl său era încă Prinț Regal al Portugaliei și a primit titlul obișnuit al moștenitorilor coroanei portugheze: a fost al 4-lea Prinț de Beira, cu titlul subsidiar de al 14-lea Duce de Barcelos, moștenitor al ducatului de Bragança. După ce bunicul său regele Luís I a murit, el a devenit Prinț Regal al Portugaliei cu titlurile subsidiare de al 21-lea Duce de Bragança, al 20-lea marchiz de ila Viçosa, al 28-lea conte de Barcelos, al 25-lea conte de Ourém, al 23-lea conte de Arraiolos, al 22-lea conte de Neiva. 

## Tinerețe

Stema Prințului Regal Luís Filipe.

Dom Luís s-a născut la Lisabona, ca fiul cel mare al lui Carlos, Prinț Regal al Portugaliei (mai târziu regele Carlos I) și al Prințesei Amélie de Orléans.
În 1907 Prințul Regal a fost regent al Portugaliei în timp ce tatăl său se afla în afara țării. În același an el a realizat câteva vizite oficiale în coloniile portugheze din Africa, devenind primul membru al familiei regale care face acest lucru. 
Dom Luís a fost elevul eroului războiului african Mouzinho de Albuquerque și la fel ca toți Braganza a arătat aptitudini în domeniul artelor în afara educației militare.
În momentul când a fost asasinat se duceau negocieri pentru o căsătorie cu Prințesa Patricia de Connaught, nepoata reginei Victoria și a Prințului Albert de Saxa-Coburg și Gotha, fiica Prințului Arthur, Duce de Connaught și Strathearn și a Prințesei Louise Margaret a Prusiei. Patricia era sora Prințesei Margaret de Connaught, soția regelui Gustaf al VI-lea Adolf al Suediei.

## Regicid
La 1 februarie 1908 Dom Luís Filipe și familia regală s-au întors la Lisabona de la Palatul Vila Viçosa din Alentejo. Alfredo Costa și Manuel Buiça, doi membri ai societății revoluționare numită "Carbonária" au tras spre familia regală lovindu-i pe Luís Filipe, tatăl său regele Dom Carlos și fratele său mai mic, Infantele Manuel, Duce de Beja.
Dom Carlos a murit imediat iar Dom Luís după douăzeci de minute. Manuel a supraviețuit atacului fiind rănit la braț iar mama sa Amelia nu a fost rănită. Manuel i-a succedat tatălui său sub numele Manuel al II-lea. Dom Luís a fost înmormântat lângă tatăl său la mănăstirea São Vicente de Fora din Lisabona. 
La 5 octombrie 1910, monarhia a fost răsturnată printr-o lovitură militară și a fost creată Prima Republică Portugheză.